# Телоны
Тело́ны (др.-греч. τελώναι, ед. ч. τελώνης) — в Древней Греции откупщики податей, которые в Афинах не собирались государством, а отдавались с аукциона на откуп частным лицам. Название телонов было общим, откупщики же по отдельным статьям государственных доходов носили специальные наименования. Обыкновенно откупщики образовывали компанию с архонтом (άρχώνης) во главе, который был ответственным лицом перед государством.
Вследствие сопряжённых с откупщичеством хлопот граждане неохотно вступали в ассоциации, предоставляя эту специальность иностранцам. Откупщик имел право досмотра товаров и конфискации контрабанды, имел право полицейского надзора за гаванями и базарами, вчинял иски против лиц, которых подозревал в утайке общественных доходов. Право откупа передавалось телонам так называемыми полетами (πωλητής, «продавцами»), действовавшими по предписанию совета. Взнос откупной суммы регулировался откупными законами и производился в установленные притании, в помещении совета. В случае несостоятельности телон подвергался атимии, переходившей на его детей, если он был гражданином, и мог быть заключён в тюрьму. Если откупная сумма не вносилась в конце 9-й притании (гражданский год делился на 10 пританий), то долг удваивался; если телон объявлялся несостоятельным, имущество его переходило в казну. Чтобы не быть стеснённым в исполнении своих обязанностей, телон освобождался от воинской повинности.